# México nos Jogos Pan-Americanos de 2019
O México competiu nos Jogos Pan-Americanos de 2019 em Lima, Peru, de 26 de julho a 11 de agosto de 2019.
Em 4 de julho de 2019, o atirador esportivo Jorge Orozco foi nomeado o porta-bandeira do país na cerimônia de abertura.

## Atletas
Abaixo está a lista do número de atletas (por gênero) participando dos jogos por esporte/disciplina.
| Esporte               | Masculino | Feminino | Total |
| --------------------- | --------- | -------- | ----- |
| Badminton             | 3         | 3        | 6     |
| Basquetebol           | 12        | 0        | 12    |
| Boliche               | 2         | 2        | 4     |
| Boxe                  | 3         | 3        | 6     |
| Canoagem              | 10        | 8        | 18    |
| Caratê                | 5         | 7        | 12    |
| Ciclismo              | 14        | 9        | 23    |
| Esgrima               | 7         | 9        | 16    |
| Esqui aquático        | 4         | 2        | 6     |
| Fisiculturismo        | 1         | 1        | 2     |
| Futebol               | 18        | 18       | 36    |
| Golfe                 | 2         | 2        | 4     |
| Handebol              | 14        | 0        | 14    |
| Hipismo               | 9         | 3        | 12    |
| Hóquei sobre a grama  | 16        | 16       | 32    |
| Judô                  | 5         | 7        | 12    |
| Levantamento de peso  | 4         | 4        | 8     |
| Lutas                 | 6         | 3        | 9     |
| Natação artística     | —         | 9        | 9     |
| Patinação sobre rodas | 3         | 2        | 5     |
| Pelota basca          | 8         | 6        | 14    |
| Pentatlo moderno      | 3         | 3        | 6     |
| Polo aquático         | 11        | 11       | 22    |
| Raquetebol            | 3         | 4        | 7     |
| Remo                  | 15        | 5        | 20    |
| Rugby sevens          | 0         | 12       | 12    |
| Saltos ornamentais    | 4         | 4        | 8     |
| Softbol               | 15        | 15       | 30    |
| Squash                | 3         | 3        | 6     |
| Surfe                 | 2         | 3        | 5     |
| Taekwondo             | 7         | 6        | 13    |
| Tênis                 | 3         | 3        | 6     |
| Tênis de mesa         | 3         | 3        | 6     |
| Tiro com arco         | 4         | 4        | 8     |
| Tiro esportivo        | 11        | 11       | 22    |
| Triatlo               | 3         | 3        | 6     |
| Vela                  | 6         | 2        | 8     |
| Voleibol              | 14        | 2        | 16    |
| Total                 | 253       | 208      | 461   |